# Terry Sylvester
Terry Sylvester (8 de enero de 1947 en Liverpool) es un cantante y guitarrista inglés, reconocido por su participación en las bandas de rock The Escorts, The Swinging Blue Jeans (1966–69) y The Hollies. 

## Carrera
Sylvester fue uno de los fundadores del grupo de rock The Escorts, agrupación que logró compartir escenario con The Beatles a comienzos de la década de 1960. En 1966 ingresó en la agrupación Swinging Blue Jeans, reemplazando al guitarrista y cantante Ralph Ellis. Debutó con The Hollies en enero de 1969 participando en la grabación de los álbumes Hollies Sing Dylan y Hollies Sing Hollies.
En 1974 Sylvester lanzó su primer álbum como solista, titulado I Believe. En 1982 grabó Griffin & Sylvester en colaboración con el músico Jimmy Griffin. A partir de ese momento publicó algunos álbumes de estudio como solista y colaboró en otros proyectos musicales como The Alan Parsons Project y Griffin & Sylvester.
En 2010, como miembro de The Hollies, Sylvester fue presentado en el Salón de la Fama del Rock and Roll junto a los músicos Graham Nash, Allan Clarke, Tony Hicks, Bobby Elliott, Bernie Calvert y Eric Haydock.